# Heradion
Genre
Heradion est un genre d'araignées aranéomorphes de la famille des Zodariidae.

## Distribution
Les espèces de ce genre se rencontrent en Asie du Sud-Est et en Chine.

## Liste des espèces
Selon World Spider Catalog (version 17.5, 18/10/2016) :
- Heradion damrongi Dankittipakul & Jocqué, 2004
- Heradion depressum Dankittipakul, Jäger & Singtripop, 2012
- Heradion flammeum (Ono, 2004)
- Heradion intermedium Chami-Kranon & Ono, 2007
- Heradion luctator Dankittipakul & Jocqué, 2004
- Heradion momoinum (Ono, 2004)
- Heradion naiadis Dankittipakul & Jocqué, 2004
- Heradion paradiseum (Ono, 2004)
- Heradion pernix Dankittipakul & Jocqué, 2004
- Heradion peteri Dankittipakul & Jocqué, 2004

## Publication originale
- Dankittipakul & Jocqué, 2004 : Two new genera of Zodariidae (Araneae) from Southeast Asia. Revue suisse de Zoologie, vol. 111, no 4, p. 749-784 (texte intégral).